# Amphiporus binocellatus
Amphiporus binocellatus är en djurart som tillhör fylumet slemmaskar, och som beskrevs av Senz 1993. Amphiporus binocellatus ingår i släktet Amphiporus och familjen Amphiporidae. Inga underarter finns listade i Catalogue of Life.